# 小行星2786
小行星2786（2786 Grinevia）是一颗围绕太阳公转的小行星。1978年9月6日，尼古拉·切爾尼赫在克里米亚发现了此天体。
該小行星以俄羅斯作家亞歷山大·格林命名。
这颗小行星的绝对星等为20.40153等。